# Bencsik Sándor
Bencsik Sándor (Budapest 1952. szeptember 15. – Traiskirchen, 1987. szeptember 23.) – becenevén Samu – magyar gitáros, zeneszerző. 

## Pályafutása
Az 1970-es évek elején a Sygma nevű sashalmi zenekarban kezdett, majd egy ideig a Beatrice tagja lett. Innen a Gesarolba került, ez a zenekar vette fel 1973. május 1-jén a P. Mobil nevet. 
Bencsik a P. Mobillal 1980. szeptember 15-én Ajkán játszott utoljára, Cserháti István billentyűssel kilépett és megalapították a P. Box zenekart. A P. Box 1986-ban párhuzamosan létezett a Metal Company nevű zenekarral, majd Deák Bill Gyula belépését követően felvették a Bill és a Box Company nevet.
Bencsik Sándor 1987 nyarán először Svédországba ment, majd egy ausztriai menekülttáborban halt meg, azóta is tisztázatlan körülmények között. Nevéhez fűződik számtalan, azóta klasszikussá vált rocksláger.

## Diszkográfia

### P. Mobil
- Kétforintos dal / Menj tovább (kislemez, 1978)
- Forma-1 / Utolsó cigaretta (kislemez, 1979)
- Miskolc / Csizma az asztalon (kislemez, 1980)
- Honfoglalás (1984, a címadó szvit negyedik tételében gitározik, valamint a 2003-as CD-kiadás bónuszdalaiban)
- Az „első” nagylemez '78 – (1999 – 1978-as koncertfelvétel)
- Mobilizmo (2003, a felújított kiadás bónuszanyagában)
- Heavy Medal (2003, a felújított kiadás bónuszanyagában)
- Múlt idő 1973–1984 (2003, demó- és koncertfelvételek, Az Örökmozgó lettem... című P. Mobil könyv 1. CD-melléklete)

### P. Box
- Halálkatlan/A bolond (kislemez, 1981)
- P. Box (1981)
- A zöld, a bíbor és a fekete/Valami rock and roll (kislemez, 1982)
- Kő kövön (1983)
- Ómen (1985)

### Egyéb
- GM49 – Digitális majális (1985, Bencsik a Horror video című számban gitározik)
- Vikidál Gyula – Vikidál Gyula (1985, a P. Box tagjai vendégként zenélnek az albumon; az egyik számot a P. Box írta és adja elő)
- Gitárpárbaj (1986)
- A dongó/Szép társaság – Metal Company (kislemez, 1987)
- Illés Lajos – Kicsit keserű (1988, Bencsik halála után jelent meg)
- A zöld, a bíbor és a fekete – Bencsik emlékére készült válogatásalbum, a P. Box, a P. Mobil valamint a Bill és a Box Company dalaiból (1995)

## Jelentősebb zenésztársai
- Cserháti István (P. Mobil, P. Box)
- Deák Bill Gyula (Bill és a Box Company)
- Kékesi László (P. Mobil)
- Mareczky István (P. Mobil)
- Mr. Basary (Metál Company/Bill és a Box Company)
- Pálmai Zoltán (P. Mobil, P. Box, Metál Company/Bill és a Box Company)
- Sáfár József (P. Box)
- Schuster Lóránt (Gesarol, P. Mobil)
- Szabó István (P. Box)
- Tunyogi Péter (P. Mobil)
- Varga Miklós (P. Box)
- Vikidál Gyula (Gesarol, P. Mobil, P. Box)
- Zselencz László (P. Box, Metál Company/Bill és a Box Company)

## Emlékezete

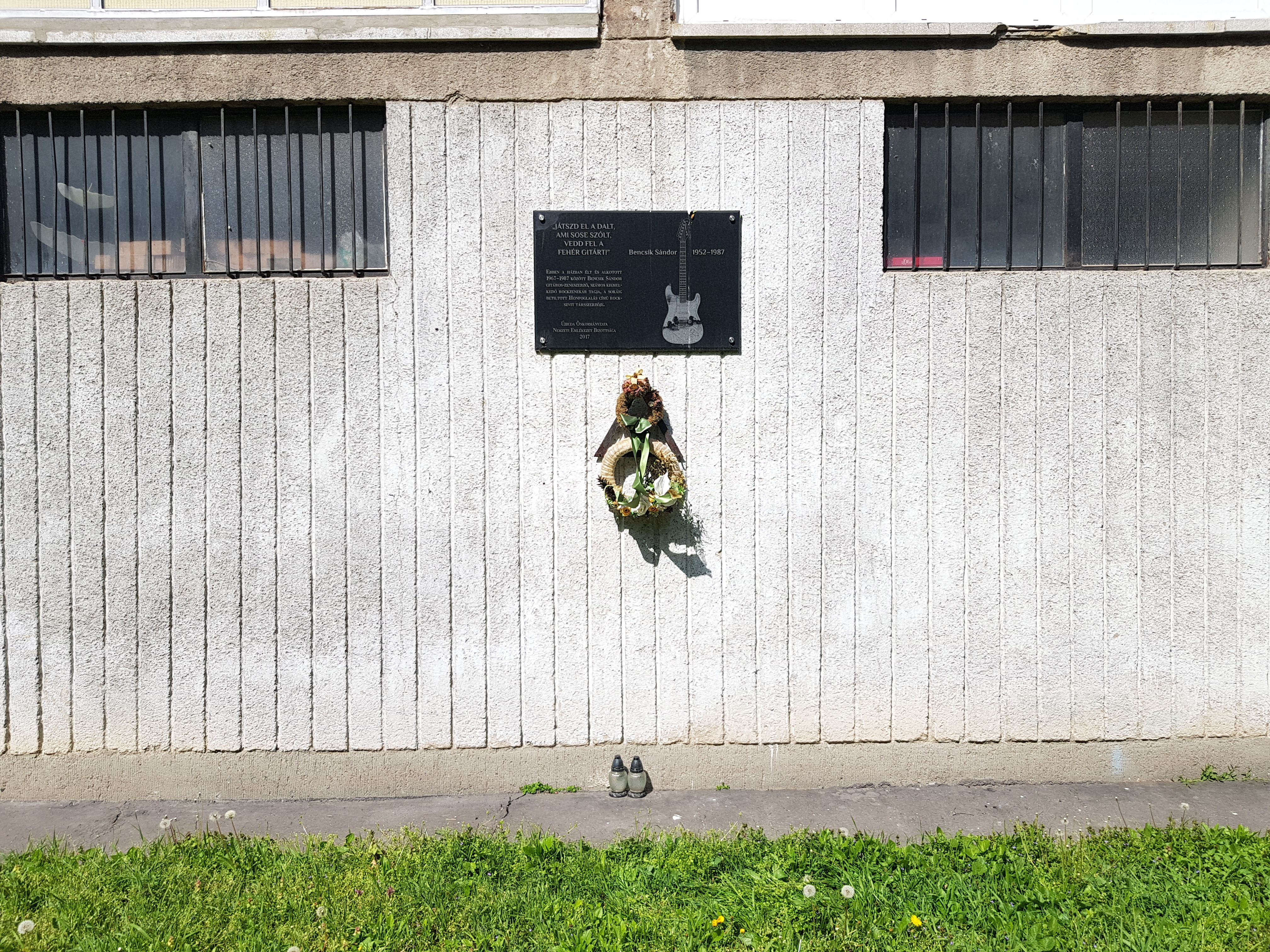
Bencsik Sándor emléktáblája a Bp.-i Lecke utcában

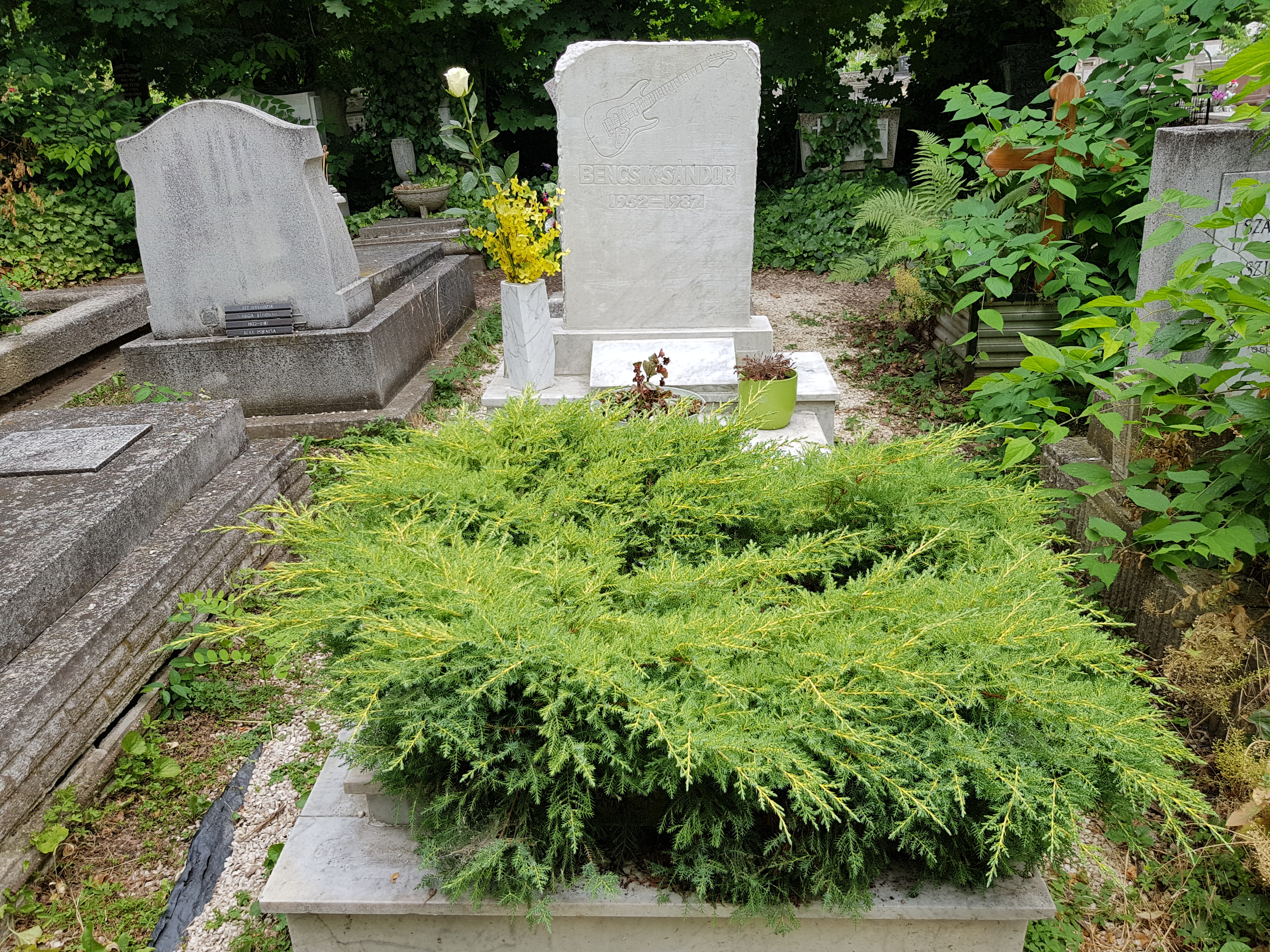
Bencsik Sándor síremléke

2011-ben Debrecenben utcát neveztek el róla, 2017-ben pedig születésének 65. évfordulóján emléktáblát kapott Újbudán.